# Bobby Lashley
 (juin 2021).
Pour l’article homonyme, voir Lashley.
Franklin Roberto Lashley (né le 16 juillet 1976 à Junction City (Kansas)) est un pratiquant d'arts martiaux mixtes et un catcheur (lutteur professionnel) américain. Il travaille actuellement à la All Elite Wrestling, sous le nom de Bobby Lashley, où il est l'actuel champion du monde par équipes avec Shelton Benjamin.
Pratiquant la lutte depuis le lycée, il a remporté à trois reprises le championnat des États-Unis de lutte NAIA et a été nommé quatre fois All-American. Il s'est ensuite engagé au sein de l'US Army où il a continué à pratiquer la lutte remportant la médaille d'argent des Jeux mondiaux militaires et s'est préparé pour les Jeux olympiques d'Athènes mais une blessure a mis fin à sa préparation.
Repéré par la World Wrestling Entertainment (WWE), il décide d'entamer une carrière de catcheur fin 2004 et après un passage par l'Ohio Valley Wrestling, le club école de la WWE, il débute dans les émissions de la WWE en septembre 2005. Au sein de cette fédération il devient champion des États-Unis de la WWE et remporte à deux reprises le championnat de l'ECW. En mars 2021, il devient champion de la WWE, près de 15 ans après ses débuts au sein de la fédération.
Il quitte la WWE en février 2008 et il décide de se lancer dans le combat libre et lutte dans diverses fédérations tout en continuant à faire du catch sur le circuit indépendant. Il reprend sa carrière de catcheur et rejoint ensuite la Total Nonstop Action Wrestling (TNA) de juillet à décembre 2009. Il continue de 2010 jusqu'au printemps 2014 à alterner catch et combat libre. Il revient à la TNA en mars 2014 et il y devient champion du monde poids-lourds de la TNA et continue sa carrière dans le combat libre au sein de Bellator MMA.
Il fait son retour au sein de la WWE, à Raw, le lendemain de WrestleMania 34.

## Jeunesse
Lashley a grandi à Junction City dans le Kansas et il commence à faire de la lutte après la saison de football américain sur les conseils de l'entraîneur de l'équipe de son lycée. Il rejoint le Missouri Valley College (en) où il continue à pratiquer la lutte et devient à trois reprises champion des États-Unis entre 1996 et 1998 remportant aussi le NAIA National Wrestling Championship en 1997 dans la catégorie des moins de 177 lb (80 kg). Il décide ensuite de s'engager au sein de l'US Army et continue à pratiquer la lutte devenant à deux reprises Armed Forces Champion et remporte en 2002 la médaille d'argent aux Jeux mondiaux militaires. Il a ensuite entamé une préparation pour les Jeux olympiques de 2004 mais une blessure à une jambe l'a empêché de participer aux Jeux.

## Carrière dans le catch

### World Wrestling Entertainment (2004-2008)

#### Ohio Valley Wrestling (2004-2005)
À la suite de ses performances en tant que lutteur, la World Wrestling Entertainment (WWE) lui propose un contrat de développement en novembre 2004 qu'il accepte. Il est envoyé à l'Ohio Valley Wrestling (OVW), le club école de la WWE où il fait ses débuts sous le nom de Blaster Lashley le 8 janvier 2005 où il l'emporte très rapidement sur Cliff Compton. Au cours de son passage à l'OVW il a été membre de Bolin Services, un des clans de l'OVW qu'il a quitté en renvoyant Kenny Bolin le 28 septembre.

#### SmackDown Liveet champion des États-Unis (2005-2006)
Il débute dans les émissions de la WWE le 23 septembre à SmackDown Live sous le nom de Bobby Lashley. Le 27 novembre au Survivor Series, l'équipe SmackDown (JBL, Batista, Randy Orton Rey Mysterio et lui-même) obtiennent la victoire sur l'équipe représentant Raw (Carlito, Chris Masters, Kane, Shawn Michaels et Big Show) et au cours de ce match, Lashley est éliminé le premier par Michaels. À Armageddon le 18 décembre, il bat William Regal et Paul Burchill dans un match handicap.
Il participe au Royal Rumble match lors du show éponyme le 29 janvier où il entre en 8e position et il est éliminé par Kane et le Big Show. Lashley perd son premier match simple depuis ses débuts à la WWE lors de No Way Out face à JBL.
Le 2 avril à WrestleMania 22, il participe au Money in the Bank Ladder match remporté par Rob Van Dam.
Il participe au tournoi King of the Ring où il se hisse en finale et perd face à Booker T à Judgement Day après que Sharmell Sullivan a distrait l'arbitre permettant à Finlay d'attaquer Lashley.
Le 26 mai, Lashley devient champion des États-Unis de la WWE après sa victoire sur JBL. Il reprend sa rivalité avec Finlay qui remporte le championnat des États-Unis le 14 juillet.
Il devient par la suite challenger pour le championnat du monde poids-lourds de la WWE. Le 8 octobre à No Mercy, King Booker conserve son titre dans un Fatal four-way match comprenant Lashley, Batista et Finlay.

#### Double champion de l'ECW et rivalité avec Mr. McMahon (2006-2007)
Il arrive à la ECW le 14 novembre. Lashley, Rob Van Dam et Sabu ont rejoint l'équipe de John Cena avec Kane le 26 novembre au Survivor Series dans un match par équipe à élimination qu'ils ont remporté face à l'équipe du Big Show (Test, Finlay, Montel Vontavious Porter et Umaga). Le 3 décembre à December to Dismember Bobby Lashley remporte l'Extreme Elimination Chamber match en éliminant Test et le Big Show pour devenir champion de l'ECW.
Il affronte Test au Royal Rumble et conserve son titre car son adversaire quitte le ring.

#### RAW et départ (2007-2008)
Lors de The Great American Bash (2007), il perd contre John Cena et ne remporte pas le championnat de la WWE et après le match, les deux hommes se serrent la main en signe de respect.

### Circuit indépendant (2008)
À la suite de son départ, il a dû respecter une clause lui interdisant de lutter dans une fédération de catch et début mai 2008 Booker T lui propose de venir au sein de la fédération qu'il dirige au Texas, la Pro Wrestling Alliance où le 23 mai, il l'emporte sur Jared Steele,. Il va au Mexique à la Asistencia Asesoría y Administración et participe le 13 juin à Triplemanía XVI où il fait équipe avec Electroshock et Kenzo Suzuki et ensemble ils ont remporté leur match face à Chessman, La Parka et Silver King.

### Total Nonstop Action Wrestling (2009-2010)
Bobby Lashley arrive à la TNA le 19 avril 2009, lors de TNA Lockdown en provoquant The Main Event Mafia qui venaient à l'instant de perdre le Lethal Lockdown contre AJ Styles, Chris Daniels, Jeff Jarrett et Samoa Joe. Dans la semaine du 13 juillet, Lashley signe son contrat à la TNA.
Lors du TNA iMPACT! du 23 juillet, il fait ses débuts dans la fédération en attaquant la Maint Event Mafia qui s'attaquait à Mick Foley. Dans l'épisode de TNA iMPACT! du 30 juillet, Lashley fait son premier match à la TNA en équipe avec Mick Foley contre le champion de la TNA Kurt Angle et le champion des légendes de la TNA Kevin Nash. La stipulation de ce match était que le lutteur remportera le titre de celui sur lequel il aura fait le compte de trois. Foley a ainsi effectué le tombé sur Kevin Nash pour remporter le TNA Legends Championship.
À TNA No Surrender 2009, pour son premier match en PPV à la TNA, il défait Rhyno grâce à un Punch TKO. Lors de Bound for Glory 2009, il bat Samoa Joe dans un Submission Match.
À Turning Point, Bobby Lashley perd son match contre Scott Steiner, il s'agit du premier match en PPV à la TNA qu'il perd. Lors de l'emission du 4 janvier 2010, Bobby Lashley annonce au public que c'est difficile de mélanger les arts martiaux mixtes à la TNA et annonce sa démission. Dès lors, il attaque beaucoup de catcheurs. La TNA le libère de son contrat le 8 février et continue sa carrière MMA en délaissant le catch.

### Inoki Genome Federation (2010-2013)
Lashley décide de reprendre sa carrière de catcheur au Japon au sein de l'Inoki Genome Federation et il fait équipe avec Bob Sapp et ils perdent leur match face à Kendo Kashin et Tamon Honda le 25 septembre.

### Retour à la Total Nonstop Action Wrestling (2014-2018)

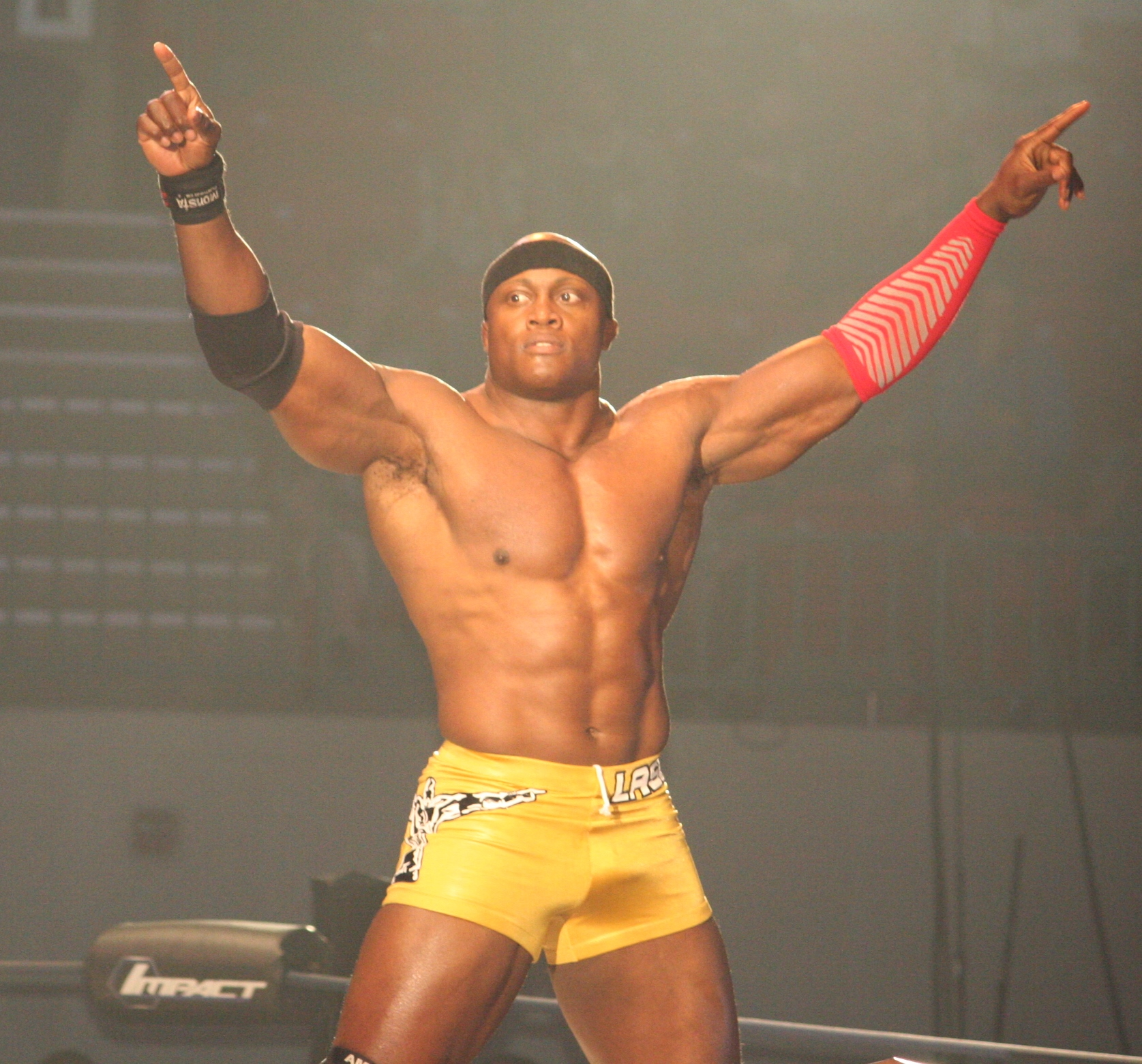
Lashley en Octobre 2015.

Le 20 mars 2014 à Impact, il effectue son retour à la Total Nonstop Action Wrestling après 4 ans d'absence, en tant que Face, mais il perd face à Ethan Carter III par disqualification. Le 15 mai à Impact, après la conservation du titre mondial poids-lourds de la TNA d'Eric Young sur MVP par disqualification, il effectue un Heel Turn, car il attaque le premier et s'allie officiellement avec Kenny King et le second. Le 15 juin à Slammiversary XII, il bat Samoa Joe et devient aspirant n°1 au titre mondial poids-lourds de la TNA. À la fin de la soirée, il ne remporte pas la ceinture, battu par Eric Young dans un Triple Threat Steel Cage match qui inclut également Austin Aries. Quatre soirs plus tard à Impact, il devient le nouveau champion du monde poids-lourds de la TNA en prenant sa revanche sur son même adversaire et remporte le titre pour la première fois de sa carrière. Le 26 juin à Destination X, il conserve son titre en battant Austin Aries.
Le 29 octobre à Impact, il ne conserve pas sa ceinture, battu par Bobby Roode avec Kurt Angle comme arbitre spécial du match, ce qui met fin à un règne de 131 jours.
Le 7 janvier 2015 à Impact, il redevient champion du monde poids-lourds de la TNA, pour la seconde fois, en prenant sa revanche sur son même adversaire. 8 soirs plus tard à Impact, il effectue un Face Turn, car The Beat Down Clan, le clan auquel il appartient, finit par se retourner contre lui. Le 20 mars à Impact, il ne conserve pas sa ceinture, battu par Kurt Angle, ce qui met fin à un règne de 72 jours.
Le 28 juin à Slammiversary XIII, Mr. Anderson et lui perdent face à Tyrus et Ethan Carter III.
Le 4 octobre à Bound of Glory, il ne remporte pas le titre King of the Mountain de la TNA, battu par Bobby Roode.
Le 8 mars 2016 à Impact, il prend sa revanche sur Kurt Angle, qui effectuait son dernier match dans la compagnie. Après le combat, il l'embrasse, lève le bras de son adversaire, mais effectue un Heel Turn en l'attaquant plusieurs fois, avant que Drew Galloway et Ethan Carter III ne viennent à la rescousse de l'ancien champion olympique et le fassent fuir.
Le 12 juin à Slammiversary XIV, il redevient champion du monde poids-lourds de la TNA, pour la troisième fois, en battant Drew Galloway.
Le 21 juillet à Impact, il conserve son titre et devient le nouveau champion X Division de la TNA en battant Eddie Edwards dans un Winner Takes All Six Sides of Steel Cage match, remporte le second titre pour la première fois de sa carrière et, de ce fait, devient également double champion. Le 11 août à Impact, il conserve ses titres et devient le nouveau champion King of the Mountain de la TNA en battant James Storm, remporte le troisième titre pour la première fois de sa carrière et, de ce fait, devient également triple champion. Après le combat, il est confronté par la nouvelle recrue de la compagnie, Aron Rex. La semaine suivante à Impact, il abandonne les titres X Division et King of the Mountain.
Le 2 octobre à Bound for Glory, il conserve son titre en prenant sa revanche sur Ethan Catrer III dans un No Holds Barred match. Quatre soirs plus tard à Impact, il ne conserve pas sa ceinture, battu par Eddie Edwards dans un match revanche, ce qui met fin à un règne de 113 jours.
Le 8 janvier 2017 à Impact: Genesis, il redevient champion du monde poids-lourds de la TNA, pour la quatrième fois, en prenant sa revanche sur Eddie Edwards dans un 30-Minute Iron Man match (3-2).
Le 2 juillet à Slammiversary XV, il ne remporte pas le titre Global de la GFW et ne conserve pas son titre, battu par Alberto El Patrón dans un match d'unification des ceintures, ce qui met fin à un règne de 175 jours.
Le 5 novembre à Bound for Glory, King Mo et lui battent Stephan Bonnar et Moose.
Le 14 janvier 2018, il quitte officiellement la compagnie.

### Retour à la World Wrestling Entertainment (2018-2024)

#### Retour àRaw, diverses rivalités et double champion Intercontinental (2018-2020)

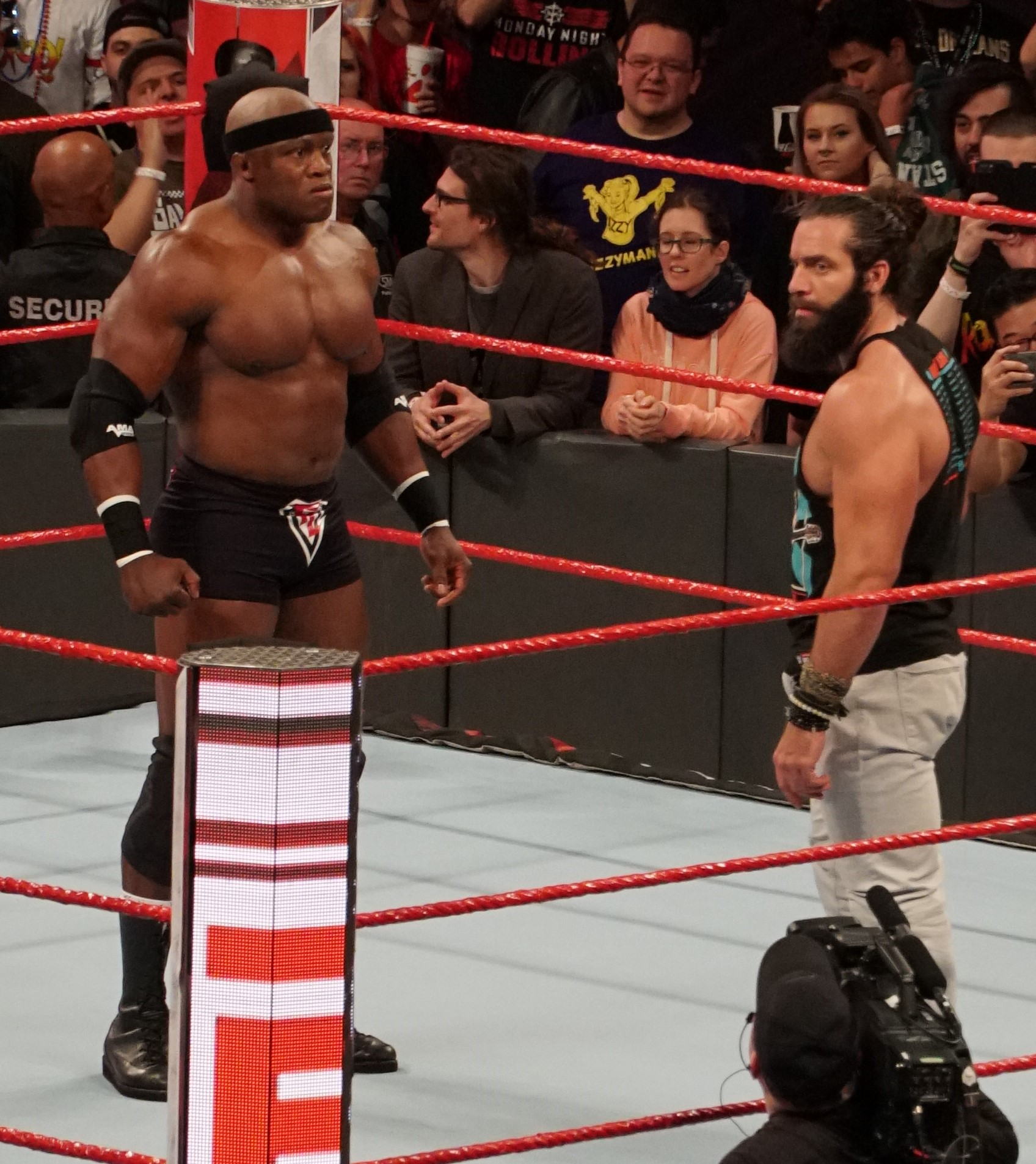
Lashley effectue son retour à la WWE en interrompant Elias en Avril 2018

Le 9 avril 2018 à Raw, il effectue son retour à la WWE après 10 ans d'absence, en tant que Face, et attaque Elias. Le 27 avril au Greatest Royal Rumble, il entre dans le Royal Rumble match en 44e position, mais se fait éliminer par le futur gagnant, Braun Strowman. Le 6 mai à Backlash, Braun Strowman et lui battent Kevin Owens et Sami Zayn. Le 17 juin à Money in the Bank, il bat Sami Zayn.
Le 15 juillet à Extreme Rules, il bat Roman Reigns.
Le 6 octobre à Super Show-Down, John Cena et lui battent Kevin Owens et Elias. Deux soirs plus tard à Raw, il bat Kevin Owens. Après le match, il effectue un Heel Turn en attaquant son adversaire. Le 2 novembre à Crown Jewel, il perd face à Seth Rollins et se fait éliminer dès le premier tour du tournoi pour la Coupe du monde de la WWE. Le 18 novembre aux Survivor Series, l'équipe Raw, dont il fait partie, bat celle de SmackDown dans un Men's 5-on-5 Traditional Survivor Series Elimination Tag Team match.
Le 14 janvier 2019 à Raw, il devient le nouveau champion Intercontinental en battant Seth Rollins et Dean Ambrose dans un Triple Threat match et remporte le titre pour la première fois de sa carrière. Le 27 janvier au Royal Rumble, il entre dans le Royal Rumble masculin en 26e position, mais se fait éliminer par le futur gagnant, Seth Rollins, en à peine 13 secondes. Le 17 février à Elimination Chamber, Lio Rush et lui ne conservent pas son titre, battus par Finn Bálor dans un 2-on-1 Handicap match, ce qui met fin à un règne de 34 jours. Le 10 mars à Fastlane, Baron Corbin, Drew McIntyre et lui perdent face au Shield dans un 6-Man Tag Team match. Le lendemain à Raw, il redevient champion Intercontinental, pour la seconde fois, en prenant sa revanche sur l'Irlandais.
Le 7 avril à WrestleMania 35, il ne conserve pas sa ceinture, rebattu par son même adversaire revêtu en Demon King, ce qui met fin à un règne de 27 jours. Le 7 juin à Super ShowDown, il perd face à Braun Strowman.
Le 14 juillet à Extreme Rules, il reperd face au même adversaire dans un Last Man Standing match. Le 30 septembre à Raw, il effectue son retour, interrompt le match entre Seth Rollins et Rusev pour le titre Universel et forme officiellement une alliance avec Lana, avec qui il échange des câlins et des baisers devant le Bulgare.
Le 31 octobre à Crown Jewel, l'équipe Flair, dont il fait partie, perd face à celle d'Hogan dans un 10-Man Tag Team Match. Le 15 décembre à TLC, il bat Rusev dans un Tables match.
Le 27 février 2020 à Super ShowDown, il ne remporte pas le Tuwaiq Mountain Trophy, battu par R-Truth dans un Gauntlet Match.
Le 5 avril à WrestleMania 36, il perd face à Aleister Black. Le 10 mai à Money in the Bank, il prend sa revanche sur R-Truth.

#### The Hurt Business, double champion des États-Unis et double champion de la WWE (2020-2022)
Le lendemain à Raw, il bat Humberto Carrillo. Plus tard dans la soirée, il attaque R-Truth avec un Spear et forme officiellement une alliance avec MVP. Le 14 juin à Backlash, il ne remporte pas le titre de la WWE, battu par Drew McIntyre et distrait par Lana pendant le combat. Le lendemain à Raw, il met officiellement fin à son alliance avec la Russe.
Le 30 août à Payback, il redevient champion des États-Unis, pour la seconde fois, en battant Apollo Crews par soumission. Le 25 septembre à Clash of Champions, il conserve son titre en rebattant son même adversaire par soumission.
Le 25 octobre à Hell in a Cell, il conserve son titre en battant SLAPJACK par soumission. Le 22 novembre aux Survivor Series, il bat le champion Intercontinental, Sami Zayn, par soumission dans un Champion vs. Champion match.
Le 31 janvier 2021 au Royal Rumble, il entre dans le Royal Rumble match masculin en 22e position, élimine Damian Priest, Dominik Mysterio et The Hurricane (aidé par Big E), avant d'être lui-même éliminé par Sami Zayn, Riddle, Daniel Bryan et Christian. Le 21 février à Elimination Chamber, il ne conserve pas son titre, battu par Riddle dans un Triple Threat match qui inclut également John Morrison, ce qui met fin à un règne de 175 jours.
Le 1er mars à Raw, il devient le nouveau champion de la WWE en battant The Miz dans un Lumberjack match et remporte le titre pour la première fois de sa carrière. Le 29 mars à Raw, MVP et lui renvoient Cedric Alexander et Shelton Benjamin du clan. Plus tard dans la soirée, il bat le second par soumission.
Le 10 avril à WrestleMania 37, il conserve son titre en battant Drew McIntyre par soumission, via décision de l'arbitre. Le 16 mai à WrestleMania Backlash, il conserve son titre en rebattant son même adversaire et en battant Braun Strowman dans un Triple Threat match. Le 20 juin à Hell in a Cell, il conserve son titre en rebattant l'Écossais dans un Last Chance Hell in a Cell Match.
Le 18 juillet à Money in the Bank, il conserve son titre en battant Kofi Kingston par soumission. Le 21 août à SummerSlam, il conserve son titre en battant Goldberg par abandon. Pendant le combat, MVP frappe son adversaire à la jambe à coups de canne et le blesse. Le 13 septembre à Raw, il conserve son titre en battant Randy Orton. Après le combat, il se blesse la jambe après avoir fait passer son adversaire à travers la table des commentateurs. Il ne conserve ensuite pas son titre, battu par Big E qui utilise sa mallette sur lui, ce qui met fin à un règne de 196 jours. Le 26 septembre à Extreme Rules, AJ Styles, Omos et lui perdent face au New Day dans un 6-Man Tag Team match.
Le 21 octobre à Crown Jewel, il perd face à Goldberg dans un No Holds Barred & Falls Count Anywhere Match. Le 21 novembre aux Survivor Series, l'équipe Raw, dont il fait partie, bat celle de SmackDown dans un Men's 5-on-5 Traditional Survivor Series Elimination Tag Team match.
Le 1er janvier 2022 à Day 1, il ne remporte pas le titre de la WWE, battu par Brock Lesnar dans un Fatal 5-Way match qui inclut également Big E, Kevin Owens et Seth "Freakin" Rollins. Le 29 janvier au Royal Rumble, il redevient champion de la WWE, pour la seconde fois, en prenant sa revanche sur The Beast avec l'aide des interventions extérieures de Roman Reigns. Le 19 février à Elimination Chamber, il est contraint d'abandonner l'Elimination Chamber Match pour blessure et ne conserve pas son titre, rebattu par Brock Lesnar, ce qui met fin à un règne de 21 jours. Le lendemain, il doit subir une opération de l'épaule et s'absenter pendant un mois.

#### Rivalité avec Omos, triple champion des États-Unis et rivalité avec Brock Lesnar (2022-2023)
Le 28 mars à WresleMania Raw, il effectue son retour de blessure, un Face Turn et défie Omos dans un match à WrestleMania 38.
Le 3 avril à WrestleMania 38, il bat le géant nigérian. Le lendemain à Raw, MVP l'attaque dans le dos, se retourne contre lui et s'allie avec son rival. Le 8 mai à WrestleMania Backlash, il perd le match revanche face au même adversaire. Le 5 juin à Hell in a Cell, il bat Omos et MVP dans un 1-on-2 Handicap Match.
Le 2 juillet à Money in the Bank, il redevient champion des États-Unis, pour la troisième fois, en battant Theory par soumission. Le 30 juillet à SummerSlam, il conserve son titre en rebattant son même adversaire.
Le 10 octobre à Raw, il se fait attaquer par Brock Lesnar, de retour après 2 mois et demi d'absence, qui lui porte deux F-5, une German Suplex et un Kimura Lock, puis il ne conserve pas son titre, battu par Seth "Freakin" Rollins, ce qui met fin à un règne de 100 jours. Le 5 novembre à Crown Jewel, il perd face à The Beast. Le 26 novembre aux Survivor Series: WarGames, il ne remporte pas la ceinture, battu par Austin Theory dans un Triple Threat match, qui inclut également Seth "Freakin" Rollins.
Le 28 janvier 2023 au Royal Rumble, il entre dans le Royal Rumble match masculin en 12e position, élimine Brock Lesnar avant d'être lui-même éliminé par Seth "Freakin" Rollins. Le 18 février à Elimination Chamber, il prend sa revanche sur The Beast par disqualification, son adversaire lui ayant porté un Low-Blow pendant la rencontre. Après le combat, il subit trois F-5 de son rival. Le 31 mars à WrestleMania SmackDown, il remporte la André the Giant Memorial Battle Royal en éliminant Bronson Reed en dernière position.

#### Draft àSmackDown, alliance avec les Street Profits, rivalité avec le Final Testament et départ (2023-2024)
Le 28 avril à SmackDown, lors du Draft, il est annoncé être officiellement transféré au show bleu par JBL. Le 6 mai à Backlash, il ne remporte pas le titre des États-Unis de la WWE, battu par Austin Theory dans un Triple Threat match, qui inclut également Bronson Reed.
Le 4 août à SmackDown, il effectue un Heel Turn et forme officiellement une alliance avec les Street Profits, qui ont attaqué les Brawling Brutes et les Good Brothers pendant le match entre les deux équipes.
Le 7 octobre à Fastlane, les trois catcheurs perdent face à Carlito et LWO (Rey Mysterio et Santos Escobar) dans un 6-Man Tag Team match.
Le 5 janvier 2024 à SmackDown, les Street Profits et lui effectuent un Face Turn, car ils se font tous trois attaquer par les AOP (Akam et Rezar), avec qui Karrion Kross et Scarlett se sont alliés officiellement. Le 24 février à Elimination Chamber, il ne devient pas aspirant no 1 au titre mondial poids-lourds à WrestleMania XL, battu par Drew McIntyre dans un Men's Elimination Chamber match.
Le 7 avril à WrestleMania XL, les Street Profits et lui battent le Final Testament (les AOP et Karrion Kross) dans un Philadephia Street Fight match.
Le 16 août, il quitte officiellement la compagnie, à la suite de l'expiration de son contrat.

### All Elite Wrestling (2024-...)
Le 30 octobre à Fright Night Dynamite, il fait ses débuts à la All Elite Wrestling en tant que Heel, confronte Swerve Strickland, lui porte un Chokeslam, un Hurt Lock et le Hurt Syndicate se reforme officiellement. Une semaine plus tard, il signe officiellement avec la compagnie. Le 20 novembre à Dynamite, il dispute son premier match et bat Joe Keys et Cheeseburger dans un 1-on-2 Handicap match. Trois soirs plus tard à Full Gear, il bat Swerve Strickland par soumission technique.
Le 22 janvier 2025 à Dynamite, Shelton Benjamin et lui deviennent les nouveaux champions du monde par équipes en battant Private Party (Zay et Quen) et remportent les titres pour la première fois de leurs carrières. Le 9 mars à Revolution, ils conservent leurs titres en battant The Outrunners (Truth Magnum et Turbo Floyd).
Le 6 avril à Dynasty, ils conservent leurs titres en battant The Learning Tree (Big Bill et Bryan Keith). Le 25 mai à Double or Nothing, ils conservent leurs titres en battant The Sons of Texas (Dustin Rhodes et Sammy Guevara).
Le 12 juillet à All In, ils conservent leurs titres en battant The Patriarchy (Christian Cage et Nick Wayne) et JetSpeed (Kevin Knight et Mike Bailey) dans un 3-Way Tag Team match.

## Carrière dans les arts martiaux mixtes

### Combats dans diverses organisations (2008-2013)
Peu de temps après son départ de la World Wrestling Entertainment, Lashley signe un contrat de plusieurs combats avec l'American Fight League (AFL) fin mai 2008. Cependant il ne lutte jamais au sein de l'AFL et dispute finalement son premier combat à la Mixed Fighting Alliance (MFA) pour l'événement inaugural de cette fédération, le 13 décembre 2008. Il y affronte Joshua Franklin et remporte le match par KO technique après seulement 41 secondes.
Il entame en effet une carrière en MMA dans l'espoir d'un jour intégrer l'Ultimate Fighting Championship (UFC) et d'y affronter le champion des poids lourds de cette organisation et lui aussi ancien catcheur, Brock Lesnar.
Pour son deuxième match, c'est au sein de la Square Ring Promotions qu'il doit affronter Ken Shamrock le 21 mars 2009. Mais son adversaire est contrôlé positif aux stéroïdes et est alors remplacé à la dernière minute par Jason Guida qui perd le match par décision unanime,,.
Lashley signe ensuite avec la fédération Maximum Fighting Championship (MFC) et y fait ses débuts le 15 mai 2009 face à Mike Cook. Ce dernier fait son entrée avec un masque de Rey Mysterio pour se moquer du passé de catcheur de Lashley. Vexé, il bat Mike Cook en seulement 24 secondes par soumission en étranglement en guillotine.
Le 27 juin 2009, il affronte Bob Sapp et le bat par soumission en tête d'affiche d'un événement Utimate Chaos.
Le 30 janvier 2010, il bat Wes Smis par KO au premier round.
Le 21 août 2010, il perd face à Chad Griggs par KO au deuxième round.
Le 18 février 2011, la Titan Fighting Championship annonce la signature de Lashley.
Le 25 mars, il bat John Ott par décision unanime.
Le 11 novembre, il bat Karl Knothe par soumission au premier round.
Le 6 mai 2012, il perd face à James Thompson par décision unanime.
Le 7 juin 2013, il bat Kevin Asplund par soumission.
Le 29 juin, il bat Matthew Larson par soumission.
Le 8 novembre, il bat Tony Melton par décision unanime.

### Bellator (2014-2016)
Le 5 septembre 2014, il bat Josh Burns par soumission.
Le 24 octobre, il bat Karl Etherington par soumission.
Le 19 juin 2015, il bat Dan Charles par KO.
Le 6 novembre, il bat James Thompson par KO.
Le 21 octobre 2016, il bat Josh Appelt par soumission.

### Palmarès en arts martiaux mixtes
| 17 combats     | 15 victoires | 2 défaites |
| Par KO         | 5            | 1          |
| Par soumission | 7            | 0          |
| Sur décision   | 3            | 1          |

| Résultat | Record | Adversaire       | Méthode                                 | Événement                                | Date             | Round | Temps | Lieu                    | Notes                                  |
| -------- | ------ | ---------------- | --------------------------------------- | ---------------------------------------- | ---------------- | ----- | ----- | ----------------------- | -------------------------------------- |
| Victoire | 15-2   | Josh Appelt      | Soumission (étranglement arrière)       | Bellator 162: Shlemenko vs. Grove        | 21 octobre 2016  | 2     | 1:30  | Memphis, Tennessee      |                                        |
| Victoire | 14-2   | James Thompson   | KO technique (coups de poing)           | Bellator 145: Vengeance                  | 6 novembre 2015  | 1     | 0:54  | Saint Louis, Missouri   |                                        |
| Victoire | 13-2   | Dan Charles      | KO technique (coups de poing)           | Bellator 138: Unfinished Business        | 19 juin 2015     | 2     | 4:14  | Saint Louis, Missouri   |                                        |
| Victoire | 12–2   | Karl Etherington | Soumission (coups de poing)             | Bellator 130                             | 24 octobre 2014  | 1     | 1:31  | Mulvane, Kansas         |                                        |
| Victoire | 11–2   | Josh Burns       | Soumission (étranglement arrière)       | Bellator 123                             | 5 septembre 2014 | 2     | 3:54  | Uncasville, Connecticut | Premier combat au Bellator MMA.        |
| Victoire | 10–2   | Tony Melton      | Décision unanime                        | Xtreme Fight Night 15                    | 8 novembre 2013  | 5     | 5:00  | Catoosa, Oklahoma       |                                        |
| Victoire | 9–2    | Matthew Larson   | Soumission (étranglement arrière)       | GWC: The British Invasion: U.S. vs. U.K. | 29 juin 2013     | 1     | 1:38  | Kansas City, Missouri   |                                        |
| Victoire | 8–2    | Kevin Asplund    | Soumission (clé d'épaule)               | Titan FC 25: Lashley vs. Asplund         | 7 juin 2013      | 2     | 1:23  | Fort Riley, Kansas      |                                        |
| Défaite  | 7-2    | James Thompson   | Décision unanime                        | Super Fight League 3                     | 6 mai 2012       | 3     | 5:00  | New Delhi, Inde         |                                        |
| Victoire | 7-1    | Karl Knothe      | Soumission (clé d'épaule)               | Shark Fight 21: Knothe vs. Lashley       | 11 novembre 2011 | 1     | 3:44  | Lubbock, Texas          |                                        |
| Victoire | 6-1    | John Ott         | Décision unanime                        | Titan Fighting Championships 17          | 25 mars 2011     | 3     | 5:00  | Kansas City, Kansas     |                                        |
| Défaite  | 5-1    | Tchad Griggs     | KO technique                            | Strikeforce: Houston                     | 21 août 2010     | 2     | 5:00  | Houston, Texas          |                                        |
| Victoire | 5-0    | Wes Sims         | KO technique (coups de poing)           | Strikeforce: Miami                       | 30 janvier 2010  | 1     | 2:06  | Sunrise, Floride        |                                        |
| Victoire | 4-0    | Bob Sapp         | Soumission (coups de poing)             | Ultimate Chaos: Lashley vs. Sapp         | 27 juin 2009     | 1     | 3:17  | Biloxi, Mississippi     |                                        |
| Victoire | 3-0    | Mike Cook        | Soumission (étranglement en guillotine) | MFC 21: Hard Knocks                      | 15 mai 2009      | 1     | 0:24  | Edmonton, Canada        |                                        |
| Victoire | 2-0    | Jason Guida      | Décision unanime                        | SRP: March Badness                       | 21 mars 2009     | 3     | 5:00  | Pensacola, Floride      |                                        |
| Victoire | 1-0    | Joshua Franklin  | KO technique (arrêt médical)            | MFA: There Will Be Blood                 | 13 décembre 2008 | 1     | 0:41  | Miami, Floride          | Premier combat en arts martiaux mixtes |

## Palmarès

### Dans le catch
- Alabama Wrestling Federation

Bobby Lashley en tant que ECW Champion à December to Dismember.

  - 1 fois AWF Tag Team Champion avec The Boogeyman
- All Elite Wrestling
  - 1 fois champions du monde par équipe de la AEW avec Shelton Benjamin (actuel)
- Italian Wrestling Superstar
  - 1 fois IWS Heavyweight Champion
- Total Nonstop Action Wrestling
  - 4 fois TNA World Heavyweight Champion
  - 1 fois TNA King Of The Mountain Champion
  - 1 fois TNA X-Division Champion
  - TNA Championship Series (2009)
  - TNA Joker's Wild (2015)
- World Wrestling Entertainment
  - 2 fois Champion de la WWE[146]
  - 2 fois Champion du monde ECW[147]
  - 2 fois Champion Intercontinental de la WWE
  - 3 fois Champion des États-Unis de la WWE
  - Vainqueur de la André the Giant Memorial Battle Royal (2023)

#### Récompenses de magazines
- Pro Wrestling Illustrated
  - PWI Most Improved Wrestler of the Year award in 2006[148].
  - PWI Rookie of the Year award in 2005[149].

| Année | 2005 | 2006 | 2007 | 2008 à 2013 | 2014 | 2015 | 2016 | 2017 | 2018 | 2019 | 2020 | 2021 | 2022 | 2023 | 2024 |
| ----- | ---- | ---- | ---- | ----------- | ---- | ---- | ---- | ---- | ---- | ---- | ---- | ---- | ---- | ---- | ---- |
| Rang  | 155  | 51   | 9    | Non classé  | 15   | 18   | 24   | 18   | 51   | 30   | 44   | 3    | 5    | 19   | 197  |

### En lutte amateur
- International Federation of Associated Wrestling Styles
  - NYAC Christmas Tournament Senior Freestyle Silver Medalist (2001)
- International Military Sports Council
  - CISM Armed Forces Championships Senior Freestyle Gold Medalist (2003)
  - CISM Military World Championships Senior Freestyle Silver Medalist (2002)
  - CISM Armed Forces Championships Senior Freestyle Silver Medalist (2002)
- Kansas Wrestling Coaches Association
  - KWCA Collegiate Wrestler of the Year (1998)
- Kansas State High School Activities Association
  - KSHSAA 6A High School State Championship (1994)
  - KSHSAA 6A High School State Championship Runner-up (1993)
  - KSHSAA 6A All-State (1993, 1994)
- National Association of Intercollegiate Athletics
  - NAIA Collegiate National Championship (1996, 1997, 1998)
  - NAIA All-American (1995, 1996, 1997, 1998)
- National High School Coaches Association
  - NHSCA Senior All-American (1994)
- USA Wrestling
  - Third in the USA World Team Trials Senior Freestyle (2003)

### En MMA
- Shark Fights
  - 1 fois Shark Fights Heavyweight Champion
- Xtreme Fight Night
  - 1 fois XFN Heavyweight Champion

## Filmographie
- Blood Out (2011)
- Beatdown (2010)
- La Matraque (2018)
- La Matraque Le Retour (2019)
- La Matraque VS La Blondasse (2020)